# Problema del male

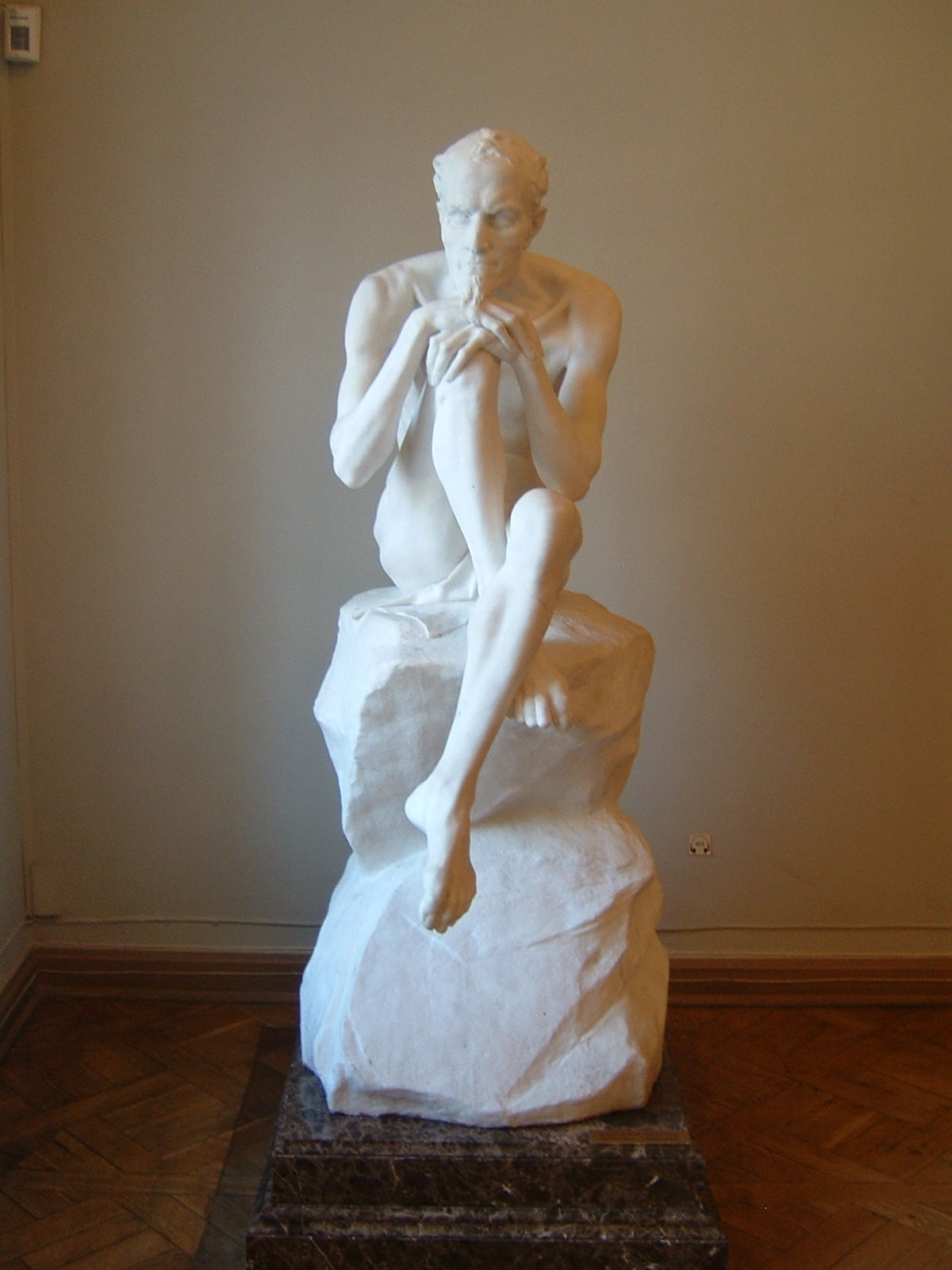
Statua di Mefistofele, opera di Mark Matveevič Antokol'skij conservata all'Ermitage di San Pietroburgo

Nella teologia occidentale e nella filosofia della religione, il problema del male nasce dalla necessità di spiegare il paradosso del male laddove si ritenga esista una divinità che viene considerata buona, onnipotente e onnisciente (cfr. Teismo). Il problema del male e le sue possibili spiegazioni sono principalmente d'interesse nei sistemi religiosi come il monoteismo e il dualismo.
Sebbene già nelle religioni preistoriche e politeiste sia presente l'idea della contrapposizione tra bene e male (anche nelle forme del totemismo, sciamanesimo, animismo ecc.), secondo l'analisi dello storico delle religioni Julien Ries vi è assente tuttavia una visione lineare della storia come percorso di riscatto verso la salvezza.
Solo nella Palestina all'epoca dei Maccabei (II secolo a.C.) si riscontra la presenza di testi, tra i quali spiccano i rotoli del Mar Morto, in cui si rileva un chiaro fatalismo etico-religioso, e, in contrasto con l'ebraismo ufficiale di quel periodo, un dualismo di bene e male. La comunità essena di Qumran ha fatto propria questa visione del mondo al punto tale che nei loro testi (parte dei rotoli citati sopra) si afferma che lo spirito del male, Belial, agisce per proprio conto, sebbene si sostenga che anche lui sia stato creato da Dio. Interpretazione questa che deriva da Isaia 45,7, dove si afferma che sia il bene che il male sono stati creati da Dio. Di conseguenza, anche il genere umano viene considerato come diviso in due gruppi: i figli della luce (gli esseni di Qumran) e i figli delle tenebre (chiunque altro). Una divisione simile a quella concepita dagli esseni del Mar Morto si avrà poi nel cristianesimo.
Sempre intorno al II secolo a.C. si diffonde il mitraismo, incentrato sul culto di Mitra come vincitore del male e delle tenebre.
Con l'avvento del cristianesimo si diffonde l'idea che la lotta del bene contro il male, con i problemi che essa comporta, si svolge nella storia, nella quale Dio interviene attivamente nei riguardi dell'umanità (cfr. Provvidenza). Nelle religioni non abramitiche invece gli dèi sono considerati ambivalenti o apatici rispetto all'esistenza, ai problemi e al destino degli esseri umani, oppure, nel caso siano presenti divinità che incarnano il male, queste vengono combattute da dèi che a loro volta rispecchiano il bene, e quindi il male viene mitigato, sottomesso o comunque limitato a determinate funzioni e realtà, come la morte o i fenomeni naturali; nei politeismi, ma anche in altre tipologie religiose, è caratteristica la presenza di narrazioni mitologiche e cosmogoniche per spiegare la risoluzione e gli effetti del suddetto contrasto nell'universo. Il tema della contrapposizione tra bene e male, prima dell'era cristiana, era stato affrontato in particolare dalla tradizione filosofico-religiosa dello zoroastrismo, ripresa in seguito da alcune sette gnostiche a partire dal II secolo, assertrice di una visione dualistica che concepiva il male non come negatività assoluta, ma portatore di una sua positività, concezione alla quale aderì anche lo zervanismo insieme ad altri sistemi religiosi; alle concezioni dualiste si contrappongono le religioni strettamente monoteistiche, quali le abramitiche, che pongono al loro centro la figura di un unico Dio buono, onnipotente e giusto.
Alcuni filosofi hanno sostenuto che l'esistenza del male sia logicamente incompatibile con un Dio con tali caratteristiche. Il tentativo di risolvere la questione in questi contesti è stata storicamente una delle preoccupazioni principali della teodicea.
Tra le risposte elaborate vi sono gli argomenti secondo cui il vero libero arbitrio non può esistere senza la possibilità del male, che l'uomo non può comprendere Dio, che la sofferenza è necessaria per la crescita spirituale o che il male è la conseguenza di un mondo decaduto. Altri sostengono che Dio non sia onnipotente o buono, o entrambe le cose, oppure che Dio non esista.
Discussioni sul male e problemi associati sorgono anche in altri ambiti filosofici, ad esempio in etica laica, e discipline scientifiche quali l'etica evolutiva. Ma di solito, il problema del male viene compreso come posto in un contesto teologico.

## Argomentazioni dettagliate
Numerose e diverse versioni del problema del male sono state formulate.

### Problema logico del male
Un esempio tra tanti di una formulazione del problema del male è spesso attribuito a Epicuro e può essere schematizzato come segue:
1. Se un dio onnipotente e perfettamente buono esiste, allora il male non esiste.
2. C'è il male nel mondo.
3. Quindi, un dio onnipotente e perfettamente buono non esiste.

Questo argomento si presenta nella forma logicamente valida del modus tollens. In questo caso, P è "Dio esiste" e Q è "non c'è il male nel mondo".
Dal momento che non è chiaro esattamente come l'antecedente della prima premessa dell'"argomento di Epicuro" comporti il conseguente, sono state proposte altre versioni successive, del tipo:
1. Dio esiste.
2. Dio è onnipotente, onnisciente e perfettamente buono.
3. Un essere perfettamente buono vorrebbe prevenire tutti i mali.
4. Un essere onnisciente conosce tutti i modi in cui i mali possono venire generati.
5. Un essere onnipotente, che conosce tutti i modi in cui un male può venire generato, ha il potere di impedire che il male venga generato.
6. Un essere che conosce tutti i modi in cui un male può venire generato, che è in grado di impedire a tale male di esser generato, e che vuole farlo, impedirebbe la generazione di questo male.
7. Se esiste un essere onnipotente, onnisciente, e perfettamente buono, allora non esiste il male.
8. Il male esiste (contraddizione logica).

Versioni come queste sono indicate come il problema logico del male. Cercano di mostrare che le proposizioni assunte conducono a una contraddizione logica e non potranno quindi essere tutte giuste. La maggioranza dei dibattiti filosofici si è concentrata sulle proposizioni che affermando che Dio non può esistere con il male (premesse nn. 3 e 6), o vorrebbe evitarlo, mentre molti difensori del teismo sostengono che Dio potrebbe benissimo esistere e permettere il male al fine di ottenere un bene più grande e/o consentire il libero arbitrio.
Molti filosofi sono d'accordo sul fatto che argomenti come quello di Alvin Plantinga sulla difesa del libero arbitrio (in breve, che forse Dio permette il male al fine di ottenere il maggior bene del libero arbitrio) risolvono positivamente il problema logico del male in termini di azione umana; resta però la questione di come il libero arbitrio e l'onniscienza di Dio rimangano compatibili. La difesa proposta da Plantinga mira inoltre a spiegare i mali naturali, postulando che la mera possibilità logica di "un potente spirito non umano" come Satana sia sufficiente a risolvere la forma logica del problema della sofferenza o del male naturale. Questa affermazione sembra implicare sia il politeismo sia un'interpretazione relativamente debole della sovranità divina, ma dal momento che l'obiettivo di Plantinga è quello di invalidare solo l'affermazione che Dio e il male sono logicamente incompatibili, anche una coerente possibilità, improbabile ma possibile, della coesistenza di Dio con il male è sufficiente ai suoi scopi.
Le religioni abramitiche ritengono che Dio creò Adamo ed Eva liberi nell'Eden. e che il male abbia avuto origine con il peccato di Adamo e la cacciata dei progenitori dal Paradiso, cui Dio aggiunse il castigo del dolore, della fatica, della malattia e della morte.

Secondo la dottrina di Cattolici e Ortodossi, il peccato originale unicamente redimibile da Gesù, redento una volta per sempre dai meriti di salvezza della Sua Passione, Morte e Resurrezione, e cancellato col sacramento del Battesimo. Il Giudizio universale e quello dopo la morte presumono la garanzia del libero arbitrio.

### Problema evidenziale del male
La versione evidenziale del problema del male (nota anche come la versione probabilistica o induttiva), cerca di dimostrare che l'esistenza del male, anche se logicamente coerente con l'esistenza di Dio, conta contro o abbassa la probabilità della verità del teismo. A titolo di esempio, un critico dell'idea di Plantinga di "un potente spirito non umano" che causa mali naturali può concedere che l'esistenza di un tale essere non sia logicamente impossibile, ma ribatte che a causa della mancanza di prove scientifiche della sua esistenza, è molto improbabile e quindi non è una spiegazione convincente sulla presenza di mali naturali.
Una versione di William Rowe:

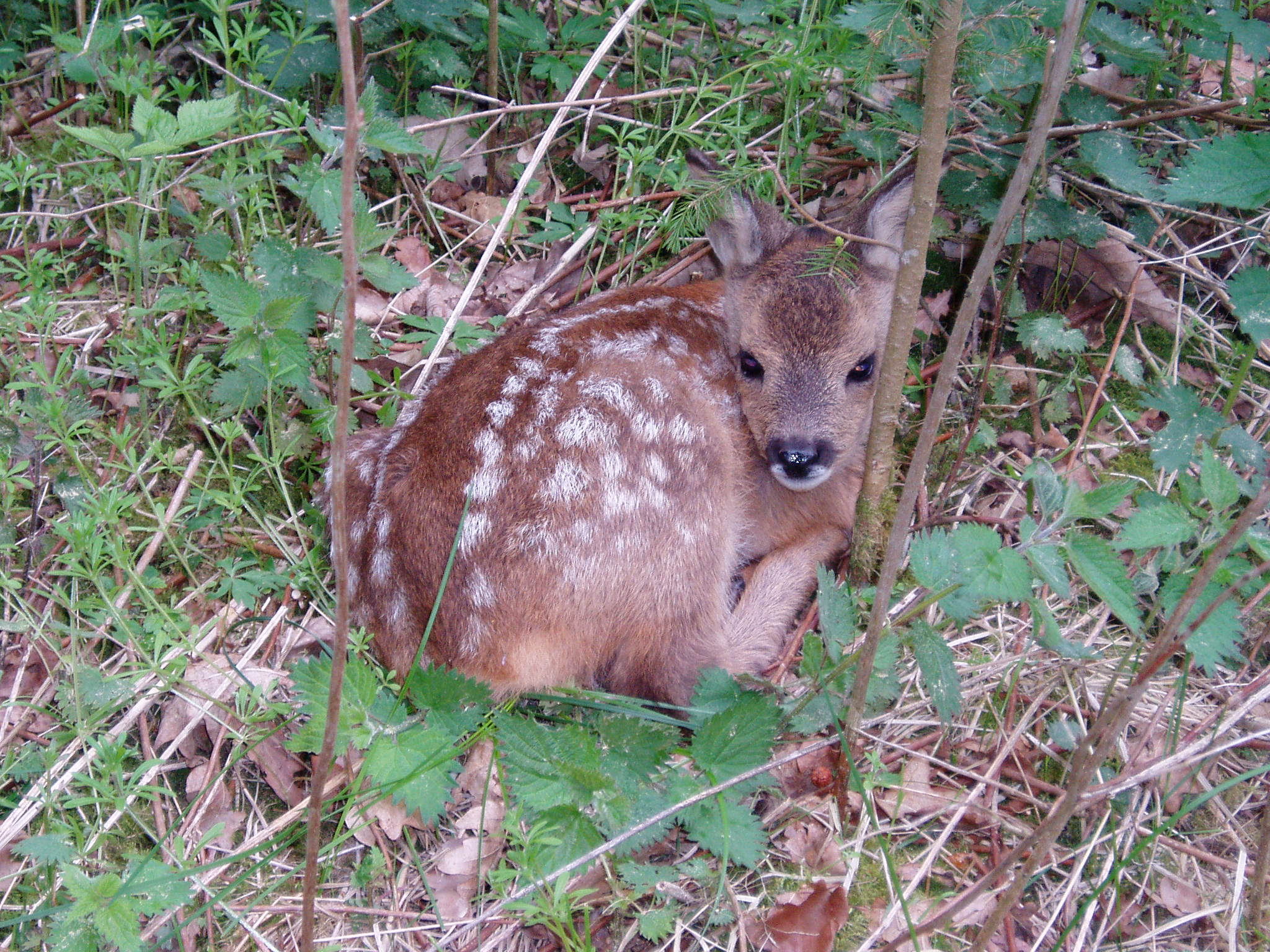
Famoso esempio di William Rowe sul male naturale: "In una foresta lontana un fulmine colpisce un albero morto, facendo incendiare la foresta. Un cerbiatto è intrappolato nel fuoco, viene bruciato orribilmente e rimane in agonia terribile per diversi giorni prima che la morte allevi la sua sofferenza"

1. Esistono casi di intensa sofferenza che un essere onnipotente e onnisciente avrebbe potuto impedire senza per questo perdere un bene più grande o permettere un male altrettanto cattivo o peggiore.
2. Un essere onnisciente e infinitamente buono impedirebbe il verificarsi di qualsiasi intensa sofferenza, a meno che non potesse farlo senza per questo perdere un bene più grande o permettere un male altrettanto cattivo o peggiore.
3. (Perciò) Non esiste un essere onnipotente, onnisciente, infinitamente buono.[3]

Una versione di Paul Draper:
1. Esistono mali incidentali.
2. L'ipotesi di indifferenza, vale a dire, che se ci sono esseri soprannaturali sono indifferenti ai mali incidentali, è una spiegazione migliore del punto (1) che non quella del teismo.
3. Pertanto, l'evidenza preferisce che nessun dio, come comunemente inteso da teisti, esista.[25]

Questi argomenti sono giudizi di probabilità in quanto si appoggiano sull'affermazione che, anche dopo attenta riflessione, non si possa vedere alcuna buona ragione perché Dio permetta il male. L'inferenza che va da questa affermazione all'affermazione generale che esiste il male inutile, è induttiva in natura ed è questo passo induttivo che separa l'argomento evidenziale dall'argomento logico
La possibilità logica di motivi nascosti o sconosciuti sull'esistenza del male vale ancora, tuttavia, l'esistenza di Dio è vista come una qualsiasi ipotesi su larga scala o teoria esplicativa che miri a dare un senso ad alcuni fatti pertinenti. Nella misura in cui non riesce a farlo, è sconfessata. Secondo il rasoio di Occam, è inutile formulare più ipotesi di quanto sia necessario. I motivi nascosti sono ipotesi, come lo è il presupposto che tutti i fatti pertinenti si possano osservare, o che i fatti e le teorie che gli esseri umani non hanno riconosciuto sono appunto nascosti. Così, come dal succitato argomento di Draper, la teoria che vi è un essere onnisciente e onnipotente che è indifferente, non necessita di motivi nascosti per spiegare il male. È quindi una teoria più semplice di quella che richiede anche motivi nascosti per il male, al fine di includere l'infinita bontà. Analogamente, per ogni argomento nascosto che tutto o in parte giustifichi mali osservati, è altrettanto probabile che vi sia un argomento nascosto che effettivamente renda i mali osservati peggiori di quello che appaiono senza argomenti nascosti. In quanto tale, dal punto di vista probabilistico gli argomenti nascosti si neutralizzano l'un l'altro.
Gregory S. Paul offre quello che egli considera un problema particolarmente grosso sul male. Paul spiega i suoi calcoli che almeno 100 miliardi di persone siano nate nel corso della storia umana (a partire da circa 50000 anni fa, quando l'Homo Sapiens – cioè l'uomo – apparve per la prima volta). Ha poi eseguito quelli che lui chiama "semplici" calcoli, per stimare il tasso di mortalità storico di bambini in tutto questo periodo. Ha scoperto che supera il 50%, e che le morti di questi bambini sono state per lo più a causa di malattie (come la malaria). Paul lo vede quindi come un problema del male, perché questo significa che, nel corso della storia umana, oltre 50 miliardi di persone sono morte naturalmente, prima che fossero abbastanza grandi per esser considerate maggiorenni. Aggiunge che questo potrebbe avere implicazioni per il calcolo della popolazione di un dato paradiso (che potrebbe includere ulteriori 30000 miliardi di esseri umani che sono morti naturalmente, ma prima della nascita, i suddetti 50 miliardi di bambini e, infine, i restanti 50 miliardi di adulti - ad esclusione di quelli viventi oggi).
Una risposta comune agli esempi del problema evidenziale è che ci sono plausibili (e non nascoste) ragioni per il permesso di Dio al male. Se ne discute qui di seguito.

### Argomenti correlati
Dottrine sull'inferno, in particolare quelle che coinvolgono sofferenza eterna, rappresentano una forma particolarmente forte del problema del male. Se l'incredulità, le credenze errate, o il disegno difettoso dell'universo sono considerati mali, allora l'"argomento dell'incredulità", l'"argomento delle rivelazioni inconsistenti", e l'"argomento del disegno difettoso" possono essere visti come casi particolari dell'argomento del male.

## Risposte e teodicee
Le risposte al problema del male sono state talvolta classificate come difese o teodicee. Tuttavia, molti autori non sono d'accordo sulle definizioni esatte. In generale, una difesa può fare riferimento a tentativi di disinnescare il problema logico del male, dimostrando che non c'è incompatibilità logica tra l'esistenza del male e l'esistenza di Dio. Una difesa non deve sostenere che si tratta di una spiegazione probabile o plausibile, ma solo che la spiegazione è logicamente possibile, perché se in qualche logicamente possibile spiegazione Dio e il male sono logicamente compatibili, allora che la spiegazione sia vera o no, Dio e il male sono logicamente compatibili.
Una teodicea, d'altra parte, è più ambiziosa, in quanto tenta di fornire una giustificazione plausibile – una ragione moralmente sufficiente - per la esistenza del male e quindi respingere l'argomento "evidenziale" del male. Richard Swinburne sostiene che non ha senso assumere che ci siano maggiori beni che giustifichino la presenza del male nel mondo, se non sappiamo cosa sono - senza conoscenza di ciò che potrebbero essere i maggiori beni, non si può avere una teodicea giusta In questo modo, alcuni autori considerano quegli argomenti che si rifanno a demòni o alla caduta dell'uomo come logicamente possibili, ma non molto plausibili data la nostra conoscenza del mondo, e così dicono che questi argomenti forniscono difese, ma non buone teodicee.

### Senza infinita bontà, senza onniscienza, senza onnipotenza
Il problema del male non si presenta se Dio manca di una delle tre qualità.

#### Senza infinita bontà
Il disteismo (dal greco: δύσθεος) è la credenza secondo cui Dio esiste, ma non è completamente buono.
Dal momento che il bene e il male sono solo le percezioni di ciò che è utile e dannoso ad una creatura vivente, il concetto umano del bene e del male non può essere applicabile a Dio. Dio non può essere legato a criteri umani di moralità, o può non essere totalmente buono dal punto di vista umano. Un argomento propone un Creatore che è onnipotente, onnisciente e completamente giusto, anche se non infinitamente buono. In questo argomento, dal momento che Dio genera l'universo, Dio può causare sia il 'buono' e sia il 'cattivo' nel mondo, pur rimanendo completamente giusto.
Panteismo e panenteismo possono o non possono avere il problema del male a seconda di come Dio è percepito.

#### Senza onnipotenza
Nel politeismo le singole divinità di solito non sono onnipotenti o infinitamente buone. Tuttavia, se una delle divinità ha queste proprietà, il problema del male può esser considerato. I sistemi di credenze in cui diverse divinità sono onnipotenti portano però a contraddizioni logiche.

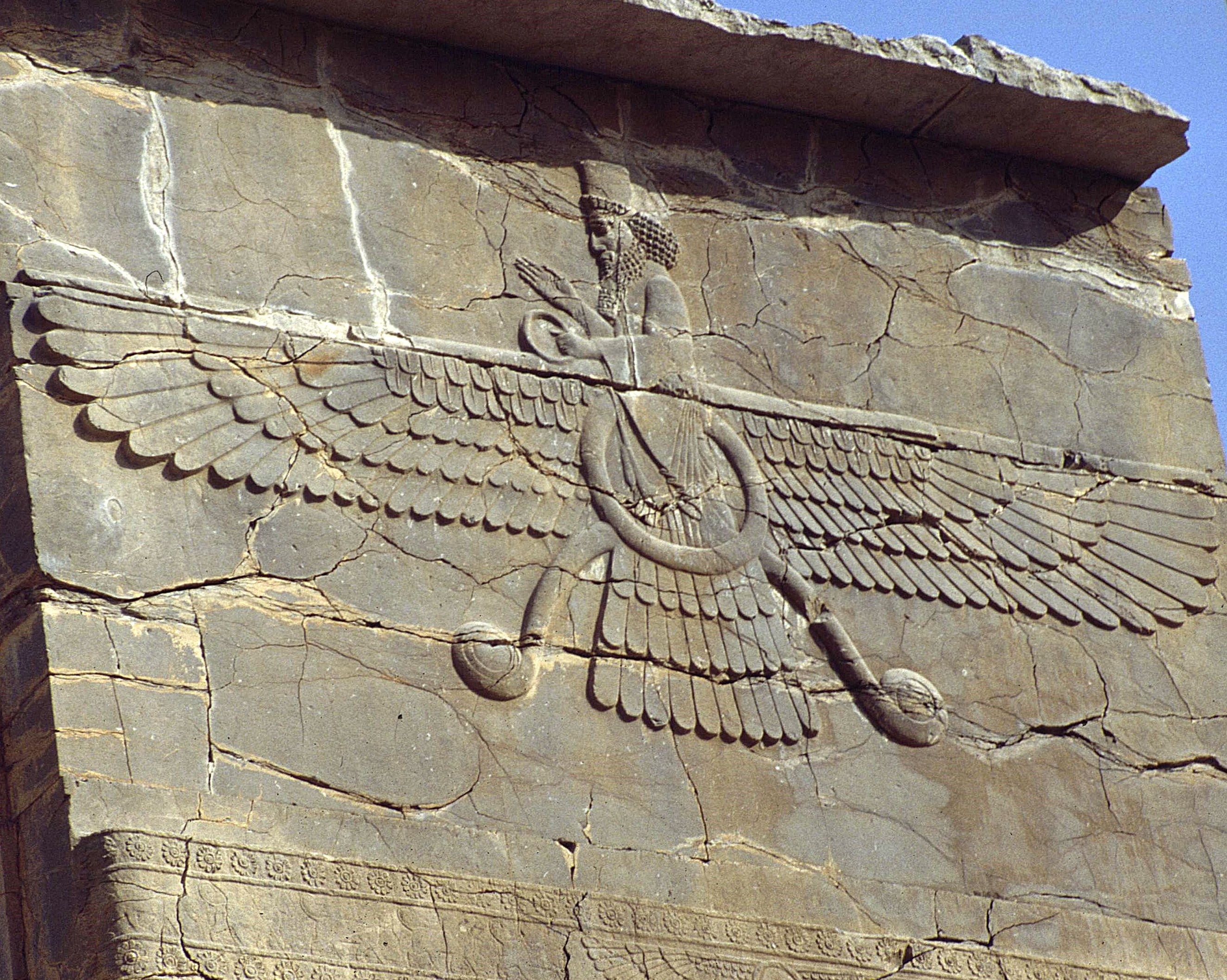
Faravahar, spirito guardiano, uno dei simboli principali dello zoroastrismo.

I sistemi di credenze diteistiche (una sorta di dualismo) spiegano il problema del male con l'esistenza di due divinità rivali, grandi ma non onnipotenti, che lavorano in polare opposizione tra di loro. Esempi di tali sistemi di credenze sono lo zoroastrismo, il manicheismo, lo gnosticismo (con numerose caratteristiche e varianti) e il cristianesimo, seppur in misura minore. Il diavolo o Satana dell'islam e del cristianesimo non è tuttavia visto come uguale in potere a Dio, che invece viene considerato onnipotente; quindi il diavolo può esistere solo se permesso da Dio. Conseguentemente il diavolo, se così limitato in potenza, non può da solo spiegare il problema del male.
Teologia del processo e teismo aperto sono altre posizioni che limitano l'onnipotenza di Dio e/o l'onniscienza (come definita nella tradizionale teologia cristiana).
I paradossi dell'onnipotenza propongono alcune soluzioni che non mettono limiti all'onnipotenza, come non fare cose logicamente impossibili.

### Il libero arbitrio
L'argomento del libero arbitrio è il seguente: la creazione da parte di Dio, di persone con libero arbitrio moralmente significativo, è qualcosa di enorme valore. Dio non poteva eliminare il male e la sofferenza, senza per questo eliminare il maggior bene di aver creato persone con libero arbitrio che possono fare scelte morali. La libertà (e, spesso si dice, quelle relazioni d'amore che non sarebbero possibili senza la libertà), qui è intesa come destinata a fornire a Dio una ragione morale sufficiente per permettere il male.
C.S. Lewis scrive nel suo libro The Problem of Pain:

Animazione di un'onda tsunami in Indonesia nel 2004

Mali "naturali" come terremoti, alluvioni e molte malattie sono a volte visti come problemi per le teodicee del libero arbitrio, poiché non sembrano essere causate da decisioni libere. Possibili cause di mali naturali implicano che essi siano causati dalle libere scelte di esseri soprannaturali come i demòni (questi esseri non sono così potenti da limitare l'onnipotenza di Dio – un'altra risposta possibile, discussa più avanti); che siano causati dal peccato originale che a sua volta è causato dal libero arbitrio; che siano causati da leggi naturali che devono operare come operano se liberi agenti intelligenti sono ammessi ad esistere; o che attraverso l'osservazione e l'imitazione permettano gli esseri umani di eseguire mali maggiori, il che rende le decisioni morali più significative.
Per molti mali come l'omicidio, lo stupro o il furto, sembra che il libero arbitrio e la scelta della vittima siano diminuiti dalle decisioni di libero arbitrio del colpevole. In taluni casi, come i bambini uccisi da molto piccoli, sembra che non abbiano proprio mai avuto scelte di libero arbitrio. Una possibile risposta è che un mondo con un po' di libero arbitrio sia meglio di un mondo del tutto senza - comunque una divinità onnipotente dovrebbe secondo alcune definizioni essere in grado di aggirare ciò senza interferire sulla libera volontà del colpevole.
Un'altra obiezione possibile è che il libero arbitrio potrebbe esistere senza il livello di male visto in questo mondo. Ciò potrebbe essere realizzato con l'indurre gli esseri umani ad essere inclini a prendere sempre, o sempre di più, buone decisioni morali rendendole più piacevoli; o se venissero fatte scelte nocive, allora Dio dovrebbe a volte o sempre immediatamente punire tali azioni, il che presumibilmente ne diminuirebbe la frequenza; oppure, le peggiori malattie potrebbero essere evitate, più risorse potrebbero essere disponibili per l'umanità, dolori molto intensi potrebbero essere evitati o disattivati se non servissero alcun proposito. Una risposta è che un tale "mondo giocattolo" significherebbe che il libero arbitrio ha meno o nessun valore reale. Una risposta è quella di sostenere che allora sarebbe ugualmente sbagliato per gli esseri umani di cercare di ridurre la sofferenza, una posizione che pochi sosterrebbero. Il dibattito dipende dalle definizioni di libero arbitrio e determinismo, che sono essi stessi concetti profondamente contestati, come anche la loro interrelazione.

Esiste anche un dibattito riguardante il libero arbitrio e l'onniscienza. L'argomento del libero arbitrio sostiene che qualsiasi concezione di Dio che incorpora entrambe le proprietà è intrinsecamente contraddittoria.
Anche se non inficia la validità del ragionamento di libero arbitrio stesso, questo modo di ragionare crea problemi per le altre comuni credenze religiose. Ciò implica che non ci possa essere paradiso a meno che i suoi abitanti non abbiano più il libero arbitrio e quindi perdendone il suo enorme valore. Se un'esistenza celeste è ancor più preziosa di un'esistenza terrena, allora quella terrena sembra inutile e piena di sofferenze senza senso. Un altro problema è che una divinità infinitamente buona non sembra avere l'enorme valore associato al libero arbitrio, dal momento che non può non fare ciò che è buono. Questo argomento viene eluso, tuttavia, quando si sostiene che l'infinita bontà di Dio è il risultato della sua libera volontà di scegliere sempre di fare ciò che è buono. Un'altra confutazione utilizzata per questo argomento è che, poiché Dio è lo standard per tutto ciò che è buono, qualsiasi cosa faccia deve essere considerata buona per il semplice fatto che è lui che la fa.

#### Problema del male naturale
Vi sono comunque persone secondo le quali il libero arbitrio non sarebbe la sola causa del male nel mondo.
Per esempio David Attenborough, divulgatore scientifico e naturalista, in un discorso contro il creazionismo che pone al suo centro l'esistenza di parassiti capaci di procurare sofferenza e/o morte agli esseri umani, afferma che la concezione teologica di un Dio benevolo e premuroso non regge al confronto con la realtà crudele della sopravvivenza degli esseri viventi:

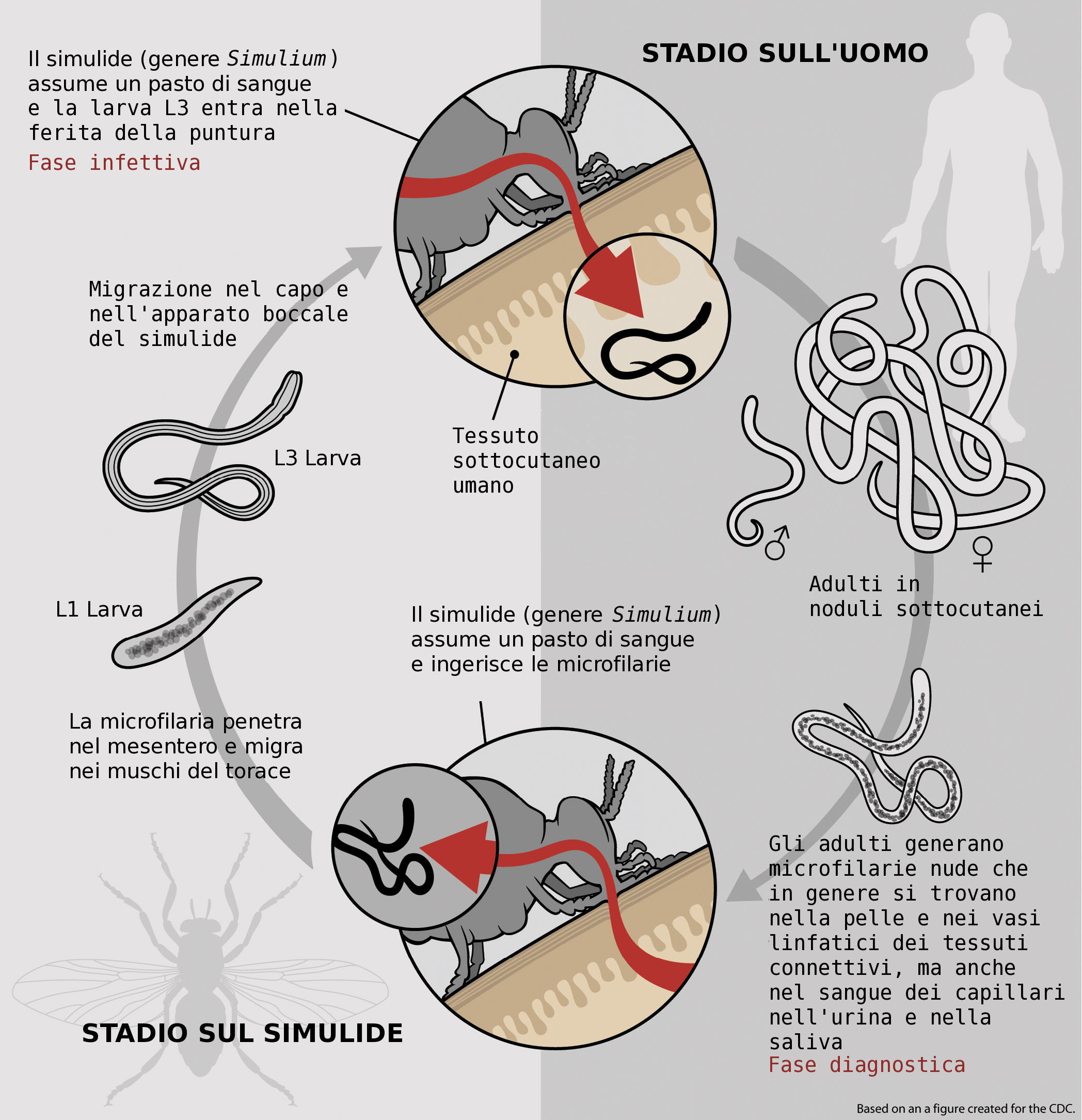
Ciclo biologico del nematode che causa l'oncocercosi o cecità fluviale

### Le conseguenze del peccato
Un'altra possibile risposta, di genere teologico e proveniente dalla cultura giudaico-cristiana, è che il mondo sia corrotto a causa del peccato del genere umano (cfr. peccato originale). Alcuni sostengono che a causa del peccato, il mondo è caduto dalla grazia di Dio, e non è perfetto. Pertanto, i mali e le imperfezioni persistono perché il mondo è appunto caduto. Un'obiezione chiede perché Dio non ha creato l'uomo in modo tale che non potesse mai peccare. Una risposta è che Dio ha voluto che l'uomo possedesse il libero arbitrio, e quindi questo diventa un altro esempio di argomento sul libero arbitrio. Alcuni si sono domandati se la libera agenzia, o le relazioni d'amore che si pensa siano necessarie, costituiscano un bene grande abbastanza da giustificare il male che si porta appresso.
Ci sono anche credenze secondo le quali quando le persone soffrono dei mali, sia sempre a causa dei mali che essi stessi hanno fatto (si veda Karma e il fenomeno del mondo giusto) o che i loro antenati hanno perpetrato (di nuovo, il peccato originale).

### Fede nell'aldilà
Un'altra risposta è la teodicea dell'aldilà. Il teologo cristiano Randy Alcorn sostiene che le gioie del paradiso compenseranno le sofferenze sulla terra. Scrive: 
La risposta dell'aldilà è stata chiamata "un'argomentazione molto curiosa" dal filosofo Bertrand Russell, che ha sostenuto:
Questo è un argomento controverso, in quanto presuppone che "questo mondo" sia un buon campione dell'universo, che comprende il paradiso.
Una risposta a questa argomentazione è che non tiene conto del problema dell'inferno.
Un'altra è che la quantità di felicità sarebbe ancora maggiore se non vi fosse affatto alcuna sofferenza. Una controbattuta potrebbe essere che la beatitudine del paradiso è un bene incommensurabile e quindi non può essere misurata con la sofferenza terrena.

### La conoscenza limitata dell'umanità
Un argomento dice che, a causa della scarsa conoscenza dell'umanità, gli esseri umani non possono pretendere di comprendere Dio o il suo piano ultimo. Quando un genitore porta un bambino dal dottore per una vaccinazione regolare per prevenire una malattia infantile, è perché il genitore ama e si prende cura di quel bambino. Il bambino però quasi sempre vede le cose in modo molto diverso. Si sostiene che, proprio come un bambino non può capire le motivazioni del suo genitore mentre è ancora solo un bambino, le persone non possono comprendere la volontà di Dio nel loro stato fisico attuale e terreno. Un'altra proposizione è che l'argomentazione del problema del male sia logicamente viziata perché suggerisce che le persone possano in realtà esser capaci di capire quello che Dio dovrebbe fare. In altre parole, perché il problema del male possa esser valido, si deve dimostrare che non può esserci dio che non possa essere compreso. Si può anche sostenere che il bene e il male sono concetti divini al di là della semplice comprensione umana. Così, quello che sembra essere "male" è solo male dal limitato punto di vista dell'umanità, ma non è veramente male. Questo è sostenuto dalla Bibbia ebraica: "Io... faccio il bene e creo il male; Io sono il Signore, Che compie tutto questo.".
Una ribattuta è che Dio potrebbe rendere assolutamente chiaro e rassicurare l'umanità che esistono buone ragioni e un piano, anche se questi non possono essere compresi in dettaglio. Qui il problema del male diventa simile a quello dell'argomento della non-credenza. La difesa della "conoscenza limitata" sul problema del male è stata considerata da alcuni come un fallace argumentum ad ignorantiam.

### Il male è un'illusione
Un argomento possibile è che i mali, come la sofferenza e la malattia sono illusioni. Un contro-argomento è che la sensazione di sofferenza causata da queste illusioni è male. A rigor di termini, l'affermazione che i mali non esistono rappresenta una dissoluzione piuttosto che una soluzione al problema del male, generata solo dalla supposizione che il male esiste. Questo approccio è favorito da alcune filosofie religiose orientali come l'Induismo, il Buddismo e Cristianesimo scientista.

### Il male è complementare al bene
Un altro concetto diffuso progredisce oltre il succitato, definendo il male come una relativa assenza di Dio stesso. Una correlazione è di solito posta tra caldo e freddo, o luce e buio. Proprio come freddo e buio non "esistono" veramente, se non come un confronto (meno caldo arriva, più freddo si sente) così anche il male non esiste veramente, se non come un confronto (meno Dio è incluso, più malvagio è un qualcosa). Questo confronto non contraddice l'onnipresenza di Dio, poiché l'energia è presente anche nelle cose fredde.
Concetti come quello taoista dello yin e yang, suggeriscono che il male e il bene sono opposti complementari all'interno di un tutto. Se uno scompare, l'altro anche deve scomparire, lasciando il vuoto. La compassione, una virtù preziosa, può esistere solo se c'è sofferenza. Il coraggio esiste solo se a volte affrontiamo il pericolo. Il sacrificio è un altro grande bene, ma può esistere solo se vi è inter-dipendenza, se alcune persone si trovano in situazioni in cui hanno bisogno dell'aiuto di altri.

### Il "male" indica una legge morale
Un'altra risposta a questo paradosso afferma che dichiarare "il male esiste" comporterebbe uno standard morale con cui definire il bene e il male.
Non si può sovrapporre il termine etico con morale, in quanto etica si riferisce, nelle scienze umanistiche, alla scelta dell'individuo in merito al bene per sé e per gli altri, a lungo termine, anche qualora questa comporti l'abnegazione dell'individuo che la compie. Ha una connotazione più prettamente scientifica.
Al contrario, la morale, identifica l'insieme delle proposizioni che un consesso d'individui pone a misura delle proprie scelte tra gli individui. Ha una connotazione più prettamente sociale e religiosa.
C.S. Lewis scrive nel suo libro Mere Christianity (Il Cristianesimo così com'è), 
Ma questa argomentazione non chiarisce come l'esistenza di uno standard morale implichi l'esistenza di Dio. Si devono fornire più premesse al fine di dimostrare che gli standard morali comportano o rendono probabile il Dio del teismo. Per soddisfare coloro che credono che la distinzione tra bene e male si basi sull'esistenza di una legge divina, la premessa fattuale "il male esiste" può essere affermata nella forma condizionale "se esiste un essere perfetto, esiste il male". Poiché gli argomenti sul male cercano di dimostrare che l'esistenza del male nel mondo contraddice (o fornisce evidenza contro) la premessa dell'ortodossia teista, è sufficiente per argomenti di questo tipo il pensare a tipi di situazioni che i teisti ortodossi chiamerebbero propriamente malvagi.

### Il migliore dei mondi possibili

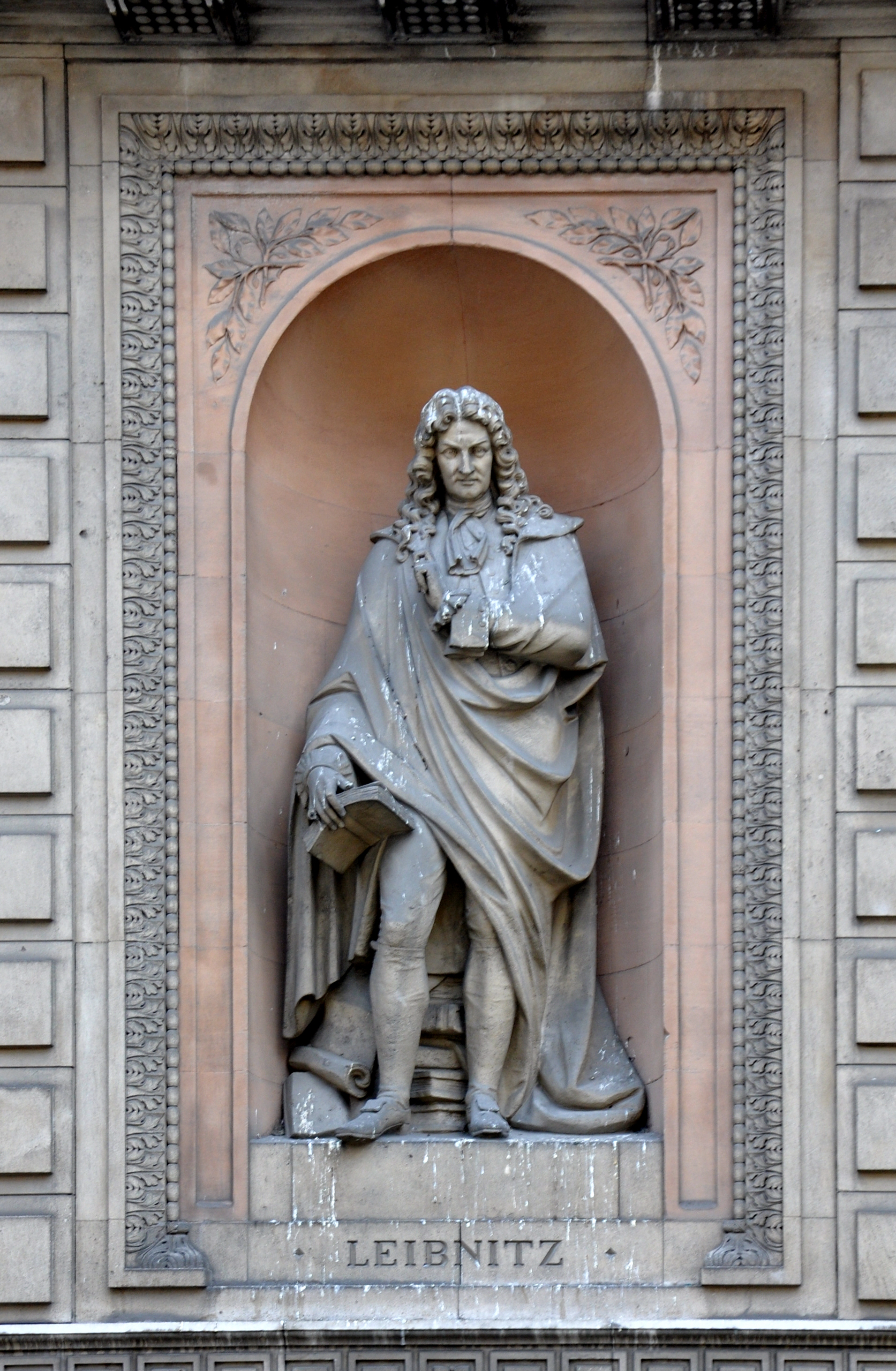
Statua dedicata a Leibniz, Burlington Gardens, Università di Londra

Si supponga che non vi sia un migliore dei mondi possibili. Allora, per ogni mondo possibile, per quanto buono, ce n'è uno migliore. Per ogni mondo che Dio crea, ce n'è uno migliore. Si sostiene quindi che Dio non può essere criticato per non aver creato un mondo migliore dal momento che questa critica si applicherebbe a prescindere dal mondo che Dio dovesse creare. Non si può criticare qualcuno per non aver eseguito un dato atto dove non c'è possibilità logica di eseguirlo.
Una risposta è che, anche accettando l'assunto di base che non c'è un migliore dei mondi possibili, un sistema di valori che vede tutti i mondi, tranne quello migliore, ugualmente validi, è discutibile. Ma l'argomento assume solo che Dio possa creare tutti i mondi, e non che essi siano ugualmente validi.
Un'altra risposta è quella di evitare un confronto diretto e sostenere invece un approccio deontologico, che certe forme del problema del male non dipendono dalla pretesa che questo mondo possa essere migliorato, o dall'affermazione che non è il migliore dei mondi possibili: il fatto è che ci sono nel mondo reale dei mali che sarebbe moralmente sbagliato che Dio li permettesse. Il fatto che ci potrebbero essere migliori e migliori mondi, senza limite, è semplicemente irrilevante.

### La natura di Dio è libertà e/o agenzia che dà amore
Il filosofo e teologo Thomas Jay Oord sostiene che l'aspetto teorico del problema del male è risolto se si postula che la natura eterna di Dio è amore. Di necessità amorevole, Dio dà sempre libertà e/o agenzia ad altri, e non può fare altrimenti. Oord chiama la sua posizione "Kenosis Essenziale", e dice che Dio è involontariamente auto-limitato. La natura dell'amore di Dio significa che Dio non può non offrire, revocare, o ignorare la libertà e/o agenzia che lui dà alle creature.

## Critiche generali di tutte le difese e teodicee
Steven M. Cahn ha sostenuto che esiste un "problema del bene" (o "cacodaemonia") che è una immagine speculare del problema del male. Il problema è lo stesso, tranne che per l'infinita bontà, che è sostituita dall'infinita malevolenza, un bene più grande è sostituito da un male più grande, e così via. Cahn ha sostenuto che tutti gli argomenti, le difese, e le teodicee che riguardano il problema del male, si applicano nello stesso modo al problema del bene. Tuttavia, i critici hanno notato che i "problemi" poggiano sul fatto se questi esseri onnipotenti "possano" esistere o siano "probabili", e non che "devono" esistere, quindi questi problemi non si contraddicono logicamente a vicenda.

Un argomento che è stato sollevato nei confronti delle teodicee è che, se una teodicea fosse vera, vanificherebbe del tutto la moralità. Se una teodicea fosse vera, allora tutti gli eventi malvagi, tra cui le azioni umane, potrebbero essere razionalizzati come consentiti o affetti da Dio: se ogni stato concepibile di cose è compatibile con la "bontà" di Dio, il concetto diventa senza senso. Volker Dittman scrive: 

### Irrazionalità del male
Per il filosofo Luigi Pareyson ogni tentativo di giustificare il male e quindi razionalizzarlo, ad esempio svuotandolo di consistenza, oppure ritenendolo un passaggio obbligato nel progresso ineluttabile della storia, è destinato a naufragare proprio per l'intrinseca incomprensibilità del male, che pur essendo teoricamente un non-essere, sul piano esistenziale si rivela dotato di una sua potenzialità.
Richiamandosi a Schelling, egli riprende il tema della presenza del male e del dolore in Dio stesso, come mistero attestato dai miti e dalla religione, irrudicibile alla mera speculazione filosofica, e che nella dimensione umana della libertà si tramuta in possibilità concreta.
(Luigi Pareyson, Ontologia della Libertà, pp. 167-8, Torino, Einaudi, 1995)

## Le religioni

### Antica Mesopotamia ed Egitto
Il problema del male comprende almeno quattro formulazioni nel pensiero religioso dell'antica Mesopotamia, come appare nei poemi "Ludlul bēl nēmeqi" (Loderò il Signore della Saggezza), Erra e Ishum, La Teodicea Babilonese, e Il Dialogo del Pessimismo
In questo tipo di contesto politeista, la natura caotica del mondo implica molteplici divinità in lotta per il suo controllo.
Nell'Antico Egitto si pensava che il problema richiedesse almeno due formulazioni, come appare nei manoscritti del Dialogo di un uomo con la sua Ba e Il contadino eloquente. Grazie alla concezione delle divinità egizie come soggetti distanti, queste due formulazioni del problema si concentrano fortemente sul rapporto tra male e persone – cioè, il male morale

### Ebraismo

#### IlTanakh
Un versetto del Libro di Isaia viene interpretato nella Bibbia di Re Giacomo come "Io formo la luce e creo le tenebre, faccio il bene e creo il male; Io sono il Signore, Che compie tutto questo." La parola in ebraico è רע Ra`, che viene ripetuta più di 60000 volte nella Bibbia ebraica. È un termine generalizzato per qualcosa considerato come male, non tenuto in questo contesto a significare specificamente malvagità o ingiustizia,, ma a significare calamità, o brutti tempi, o sciagura.

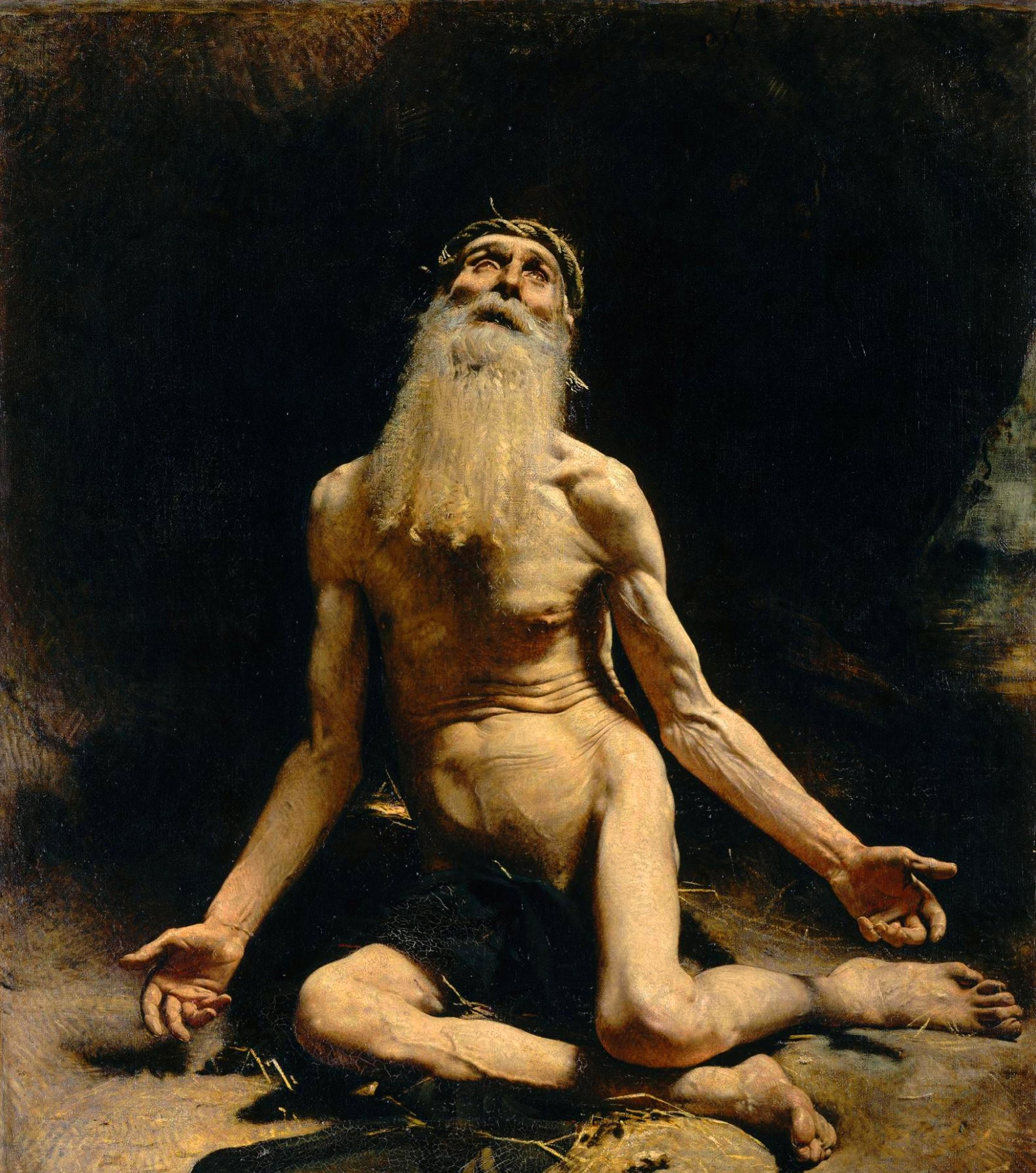
Giobbe, dipinto di Léon Bonnat, 1880

Il Libro di Giobbe è una delle formulazioni più conosciute del pensiero occidentale che domanda perché la sofferenza esista. Originariamente scritto in ebraico come poema epico, la storia è incentrata su Giobbe, una persona perfettamente giusta e retta. Non fa errori gravi nella vita e si sforza di non far nulla di male; di conseguenza vive felice. Un personaggio descritto solo come Satana, l'Accusatore, sfida Dio sostenendo che Giobbe è giusto solo perché Dio lo ha ricompensato con una vita buona. Satana afferma che, se Dio consentisse che tutto ciò che Giobbe ama venga distrutto, Giobbe cesserebbe di essere giusto. Dio permette quindi all'Accusatore di distruggere la ricchezza e i figli di Giobbe e di affliggerlo con malattie e piaghe. Giobbe discute la sua condizione con tre amici. I suoi tre amici insistono sul fatto che Dio non permette a cose cattive di accadere a persone buone, e affermano che Giobbe deve avere fatto qualcosa per meritare la sua punizione. Giobbe risponde che non è vero e che lui sarebbe disposto a difendersi di fronte a Dio. Un quarto amico, Elihu, arriva e critica tutti. Elihu afferma che Dio è perfettamente giusto e buono. Elihu afferma che la logica con cui Dio opera è oltre la portata della comprensione umana, infatti l'essere umano non è in grado di spiegare il perché di moltissime cose. Elihu, anticipando in questo modo il discorso di Dio, presenta una lunga lista di cose che l'essere umano non sa spiegare. Infine Dio risponde a Giobbe in un discorso pronunciato "dimezzo al turbine", spiegando l'universo dalla prospettiva divina e dimostrando che i meccanismi del mondo sono oltre l'umana comprensione. Alla fine, Dio afferma che i tre amici avevano ragione [dove ?], e che Giobbe non era corretto nella sua assunzione di poter mettere in discussione Dio. Giobbe ritira umilmente le sue rimostranze. Dio ripristina la salute di Giobbe e la sua la ricchezza, e gli dà nuovi figli, come se si risvegliasse da un incubo in una nuova consapevolezza di realtà spirituale. Il fine ultimo della storia è una questione che viene tuttora molto dibattuta.
Bart D. Ehrman sostiene che diverse parti della Bibbia danno risposte diverse. Un esempio è il male come punizione per il peccato o come conseguenza del peccato. Ehrman scrive che questo sembra essere basato su una qualche nozione di libero arbitrio, anche se questo argomento non è esplicitamente menzionato nella Bibbia. Un altro argomento è che la sofferenza realizza in ultima analisi un bene maggiore, forse per persone diverse dal sofferente, che non sarebbe stato possibile altrimenti. Il Libro di Giobbe offre due risposte: la sofferenza è una prova, e si verrà ricompensati in seguito se la si passa; l'altra è che Dio non viene ritenuto responsabile di concezioni umane di moralità. L'Ecclesiaste vede la sofferenza come al di là delle capacità umane di comprenderla.

#### Successive interpretazioni rabbiniche
Esiste una tradizione orale nell'ebraismo che asserisce che Dio ha determinato il tempo dell'arrivo del Messia predisponendo una grande serie di bilance. Da un lato, Dio ha posto il Messia prigioniero con le anime dei laici morti. Dall'altra parte, Dio ha posto il dolore, le lacrime e le anime dei martiri giusti. Dio ha poi dichiarato che il Messia sarebbe comparso sulla terra quando la bilancia si sarà equilibrata. Secondo questa tradizione, quindi, il male è necessario per la redenzione del mondo, siccome le sofferenze risiedono sulla bilancia.
Lo Tzimtzum nel pensiero cabbalistico sostiene che Dio si è contratto (autolimitato) in modo tale che la creazione possa esistere, ma che la contrazione significa che la creazione non ha una piena esposizione alla natura infinitamente buona di Dio.

### Cristianesimo

#### Apocalittica
Bart D. Ehrman sostiene che le parti apocalittiche della Bibbia, tra cui il Nuovo Testamento, vedono la sofferenza come causata da malefiche forze cosmiche, che Dio, per motivi misteriosi, ha lasciato agire nel mondo, ma che presto saranno sconfitte e tutto sarà rimesso a posto.

#### Gnosticismo
Lo Gnosticismo si riferisce alle molteplici credenze che vedono il male come dovuto ad un mondo creato da un dio imperfetto, il demiurgo, ed è contrapposto ad un'entità superiore. Tuttavia, questo di per sé non risolve il problema del male se l'entità superiore è onnipotente e infinitamente buona. Credenze gnostiche diverse possono dare risposte diverse, come il manicheismo, che adotta il dualismo, in opposizione alla dottrina dell'onnipotenza.

#### Teodicea irenea
Il male e la sofferenza possono essere necessari per la crescita spirituale. Questo approccio è spesso combinato con l'argomento del libero arbitrio, sostenendo che tale crescita spirituale richiede decisioni di libero arbitrio. Questa teodicea è stata sviluppata dal teologo cristiano del II secolo, Ireneo di Lione, e il suo sostenitore più recente e importante è stato l'influente filosofo della religione, John Hick.
Questa teoria sostiene che non si può raggiungere bontà morale o amore per Dio se non c'è il male e la sofferenza nel mondo. Il male matura l'anima e porta ad essere veramente morali e vicini a Dio. Dio ha creato una distanza epistemica (tale che Dio non è immediatamente conoscibile) in modo che noi ci sforziamo e cerchiamo di conoscerlo e così facendo diventiamo veramente buoni. Il male è la via al bene per 3 ragioni principali:
1. Mezzo di conoscenza. La fame porta al dolore, e provoca il desiderio di mangiare. La conoscenza del dolore spinge l'uomo a cercare di aiutare gli altri nel dolore.
2. Male come rafforzatore di carattere, offre la possibilità di crescere moralmente. "Non impareremmo mai l'arte della bontà in un mondo concepito come paradiso edonistico" (Richard Swinburne)
3. Ambiente prevedibile. Il mondo funziona con una serie di leggi naturali. Queste sono indipendenti da qualsiasi abitante dell'universo. Il male naturale si verifica solo quando queste leggi naturali entrano in conflitto con i nostri bisogni percepiti. Ciò non è affatto immorale.

Un'inadeguatezza della teodicea Irenea è che molti mali naturali non sembrano confermarla, come la sofferenza dei bambini – mentre altri godono vite agiate e lussuose dove non c'è praticamente nulla che provochi in loro una crescita morale. Un altro problema per questo tipo di teodicea, è quando la "crescita spirituale" è proposta in termini di utilità per superare il male. Naturalmente, se non ci fosse il male da superare, una tale abilità perderebbe il suo scopo. C'è quindi bisogno di asserire qualcosa di più sul valore intrinseco della salute spirituale.

#### Pelagianesimo
Le conseguenze del peccato originale furono discusse da Pelagio e Agostino di Ippona. Pelagio sosteneva l'innocenza originale, mentre Agostino incriminava Eva e Adamo per il peccato originale. Il Pelagianesimo è la convinzione che il peccato originale non contamina tutta l'umanità e che il libero arbitrio mortale è in grado di scegliere il bene o il male senza l'aiuto divino. La posizione di Agostino, e, successivamente, quella di gran parte del cristianesimo, fu che Adamo ed Eva avevano il potere di rovesciare il perfetto ordinamento di Dio, cambiando così la natura col portare il peccato nel mondo, ma che l'avvento del peccato ha successivamente limitato il potere dell'umanità di sottrarsi alle sue conseguenze senza l'aiuto divino. La teologia della Chiesa ortodossa orientale ritiene che si eredita la natura del peccato, ma non la colpevolezza di Adamo ed Eva per il loro peccato che ha provocato la caduta.

#### Teodicea agostiniana

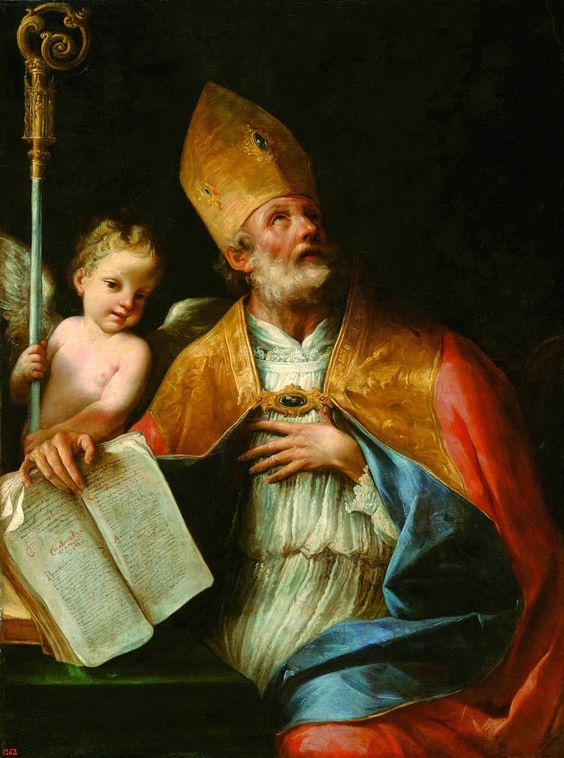
Agostino così come immaginato da Carlo Cignani in un suo dipinto (XVII secolo)

Sant'Agostino di Ippona (354 d.C. - 430) ha sostenuto che il male esiste solo come una privazione (mancanza, assenza) di ciò che è buono e quindi il male non è creato da Dio.
Il male è solo privatio boni o un'assenza di bene, come in discordia, ingiustizia, e la perdita di vita o di libertà; Agostino nella sua teodicea si concentra sulla storia della Genesi che in sostanza asserisce che Dio creò il mondo e che era buono; il male è solo una conseguenza della caduta dell'uomo (la storia del giardino dell'Eden dove Adamo ed Eva disubbidirono a Dio e causarono il peccato insito nell'uomo).
Il male naturale (male presente nel mondo naturale, come le catastrofi naturali, ecc.) è causato da angeli caduti, mentre il male morale (il male causato dalla volontà degli esseri umani) è il risultato degli esseri umani che si sono allontanati da Dio e hanno scelto di deviare dal loro percorso originale. Agostino ha sostenuto che Dio non avrebbe potuto creare il male nel mondo, poiché era stato creato buono, e che tutte le nozioni del male sono semplicemente una deviazione o una privazione di bontà. Il male non può essere una sostanza separata e unica. Ad esempio, la cecità non è un'entità separata, ma è solo una mancanza o privazione della vista. Così il teodicista agostiniano sostiene che il problema del male e della sofferenza è nullo perché Dio non ha creato il male: è stato l'uomo che ha scelto di deviare dal percorso della bontà perfetta.
Alcuni ritengono che questo non risolva completamente il problema del male, poiché rimane la domanda del perché Dio abbia trascurato di creare quei beni che sembrano mancare nel mondo.

#### Tommaso d'Aquino

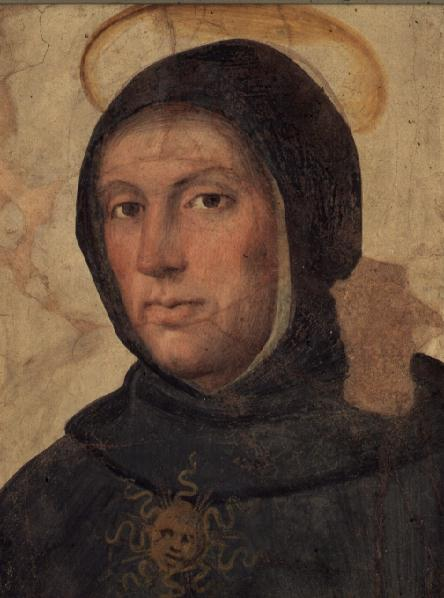
Tommaso d'Aquino ritratto da Fra Bartolomeo; dipinto antecedente al 1517.

San Tommaso ha sistematizzato la concezione agostiniana del male, completandola con le proprie riflessioni in merito ad esso.
Nella Summa theologiae, riprende la concezione del male come privazione di essere: «est in rebus, sed non est res quaedam», «esiste, ma non è un qualcosa». Viceversa, non tutte le privazioni sono identificate col male, essendo gli enti stati creati da Dio con una natura ed essenza particolare per i diversi regni e ordini dell'universo visibile (genere umano, piante, animali, natura inanimata) e invisibile (la gerarchia degli angeli). Anche nel caso degli angeli il male deriva dal loro essere creati liberi, dal dono innato e dall'inalienabile esercizio del libero arbitrio, nelle due possibili alternative: pro o contro Gesù. La libera scelta di Satana e degli angeli caduti fu a favore di un peccato di orgoglio, la superbia di non voler adorare e obbedire Dio per voler essere adorati come Lui. Secondo il Concilio Lateranense IV del 1215:
(Concilio Lateranense IV, cap. Firmiter: DS 800.)
In corrispondenza della Quaestio 19 sulla "volontà di Dio", si afferma che il male in sé non può dirsi ordinato al bene suo contrario, "e non contribuisce alla perfezione e alla bellezza dell'universo se non accidentalmente". In particolare, può contribuire accidentalmente ad un bene maggiore di quello da esso negato. Ne fu un esempio la costanza dei martiri che risplendette durante la persecuzione dei tiranni, nonostante il fine intenzionale dei peccatori.
Stabilito che il bene è ciò che è appetibile, il male in sé non può essere desiderato dall'appetito naturale, animale o dalla volontà, se non perché indirettamente è via di accesso ad un bene superiore.
Se "l'oggetto della volontà è il fine ed il bene" (q. 19, a. 1), in Dio il fine e il bene della volontà sono già presenti e al massimo grado, essendo Egli Sommo Bene e Fine Ultimo. Dio "nulla desidera più della sua bontà", e per le creature razionali, che il Bene divino non sia reso lontano e inarrivabile dal "male della colpa" (il peccato). Può accettare che avvengano un difetto della natura o il male della pena se questi sono necessari a conseguire un bene superiore, come la giustizia o la conservazione dell'ordine naturale. Nella Summa Theologiae afferma:
(La somma teologica, I, q. 2, a.3, EDS, Bologna, 2014)
Il male è una privazione, o meglio è l'assenza di qualche bene che appartiene propriamente alla natura delle creature. Non c'è quindi fonte positiva di male, corrispondente a bene maggiore, che è Dio; il male non può essere reale, ma razionale - cioè esiste non come un fatto oggettivo, ma come una concezione soggettiva; le cose non sono cattive in sé, ma a causa della loro relazione con altre cose o persone. Tutte le realtà sono di per sé buone; producono risultati negativi solo incidentalmente, e di conseguenza la causa ultima del male è fondamentalmente buona, come anche gli oggetti in cui si trova il male. Sotto impulso della volontà che orienta il giudizio fra le alternative disponibili, la persona liberamente giudica come bene qualcosa che non è orientato al Bene Sommo e che quindi è un non-bene
Nella Summa contra Gentiles, Tommaso d'Aquino utilizza il problema del male per dimostrare l'esistenza di Dio:
(SCG libro III, cap. 71, 2476)

#### Lutero e Calvino
Sia Martin Lutero che Giovanni Calvino hanno spiegato il male come una conseguenza della caduta dell'uomo e del peccato originale. Tuttavia, a causa della fede nella predestinazione e nell'onnipotenza, la caduta fa parte del piano di Dio. In definitiva l'uomo non può essere in grado di comprendere e spiegare questo piano.

#### Thomas Robert Malthus
Il teorico demografo ed economista Thomas Malthus sosteneva che il male esistesse per stimolare la creatività umana e la produzione. Senza il male o la necessità di lotta, il genere umano sarebbe rimasto in uno stato selvaggio in quanto tutti i servizi sarebbero stati previsti.

#### Schelling
Il filosofo Friedrich Schelling descrive nell'opera  Philosophische Untersuchungen über das Wesen der menschlichen Freiheit (Ricerche filosofiche sull'essenza della libertà umana) (1809) la libertà come una capacità finalizzata al bene o al male. Egli afferma inoltre che in Dio, così come negli esseri umani, esiste una distinzione chiave tra il fondamento e l'esistenza che permette che entrambi siano liberi. Dio è capace di riconciliare i principi del bene e del male, l'uomo invece no. In Dio, secondo Schelling, esiste la libertà, quindi anche il male, ma quest'ultimo non si realizza mai; grazie a ciò il divino conserva la propria perfezione.

#### Cristianesimo scientista

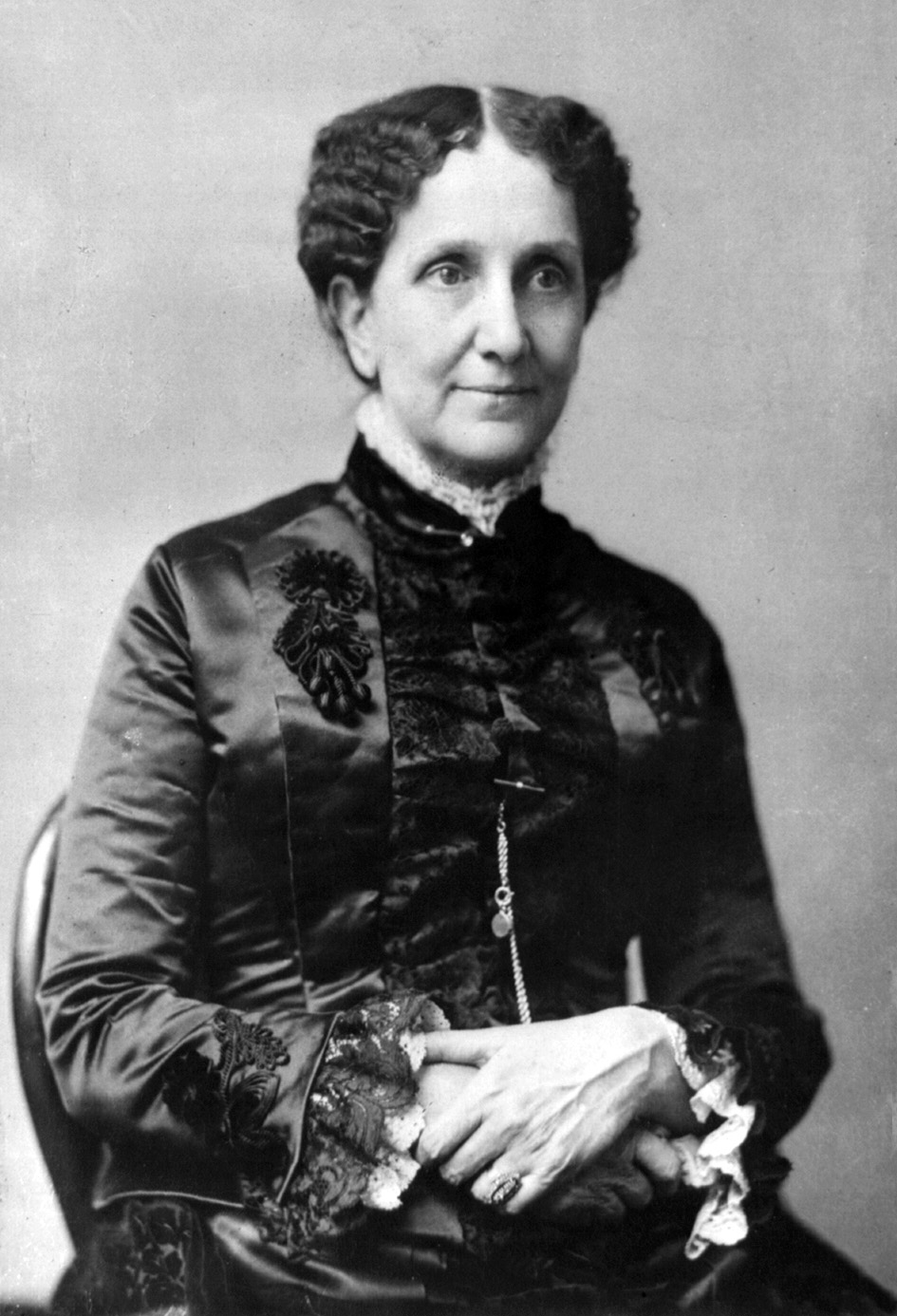
Mary Baker Eddy nel 1916, fondatrice del movimento del cristianesimo scientista

Mary Baker Eddy (la fondatrice del movimento del Cristianesimo scientista) considerava il male come un'illusione. Ha cominciato con un concetto di Dio come Spirito infinito, tutto bene, ed è arrivata alla conclusione che il cosiddetto "opposto a Dio" non poteva essere reale o fattuale. Ha spiegato che all'infinità di Dio (o del bene), il male sarebbe sconosciuto, proprio come in una stanza piena di luce, il buio è sconosciuto. Nel suo libro, Scienza e salute con chiave delle Scritture, Eddy descrive il male ed il relativo senso di "realtà" chiamato materia, come impossibile o sconosciuto al Dio Spirito infinito. Scrive:
Per Eddy, il male non era un "qualcosa", da essere noto alla Verità come realtà, ma l'assenza ipotetica del bene. Questa assenza di bene non poteva che sembrare esistere in una credenza ignorante e falsa auto-ingannantesi, che Eddy ha chiamato "mente umana", collegandola alla mente carnale paolina del Nuovo Testamento. Per Eddy, la mente mortale era uno stato di auto-inganno, o ignoranza del vero essere. Per Eddy e i suoi studenti, trattare o vincere il male consiste nel "togliergli la maschera" (della realtà apparente) nel pensiero, attraverso la comprensione della totalità di Dio, e il nulla a Lui opposto. Eddy concluse che Gesù Cristo guariva malattie sia fisiche e che morali e le deformità, rifiutando di accettare come realtà ciò che i sensi fisici visualizzavano, comprendendo invece la perfetta immagine e somiglianza (spirituale) di Dio, dove il male (o errore) sembrava risiedere. In Scienza e Salute, ha scritto: 
 Come risultato della loro incredulità nella realtà del male, Eddy ed i suoi seguaci affermano di non avere alcun problema filosofico con il concetto di una divinità contemporaneamente onnipotente e infinitamente buona.
Per quanto riguarda la questione di ciò che ha causato o causa l'illusione del male, il Cristianesimo scientista risponde che la questione è priva di senso, e inoltre che indagare l'origine dell'illusione del male è una perdita di tempo che tende a rafforzarlo, poiché tale questione rafforzerebbe la (falsa) convinzione che il male è reale (così come indagare sull'origine di un errore matematico ritarda la soluzione del problema che uno sta cercando di risolvere). Eddy scrive: "L'idea che sia il male che il bene siano reali è un'illusione del senso materiale, che la Scienza annienta. Il male è nulla, né cosa, né mente, né potenza"."
Eddy consigliò ai suoi studenti:
Il Cristianesimo scientista fa una distinzione fondamentale tra la guarigione del peccato e la guarigione della malattia. Eddy scrive: "L'unica differenza tra la guarigione del peccato e la guarigione della malattia è che il peccato deve essere scoperto prima di poterlo distruggere, e che il senso morale sia suscitato a respingere il senso di errore; mentre la malattia deve essere coperta dal velo di armonia, e la consapevolezza ne deve gioire, nel senso che non ha nulla da rimpiangere, ma qualcosa da dimenticare."

### Concetto islamico del male

Il nome di Allāh in arabo

Nell'islam si crede che Dio (Allah) è l'onnipotente. Non esiste il concetto di male assoluto nella fede islamica, come principio fondamentale universale che sia indipendente dal bene e in parità con esso, in un senso dualistico. È fondamentale credere che tutto il bene e tutto il male vengano da Allah.
In verità, questa è una parte fondamentale della fede che viene formulata come "hayrihi ve serrihi min Allah-u Teala". Ma è importante ricordare che nella visione islamica, il male non è la causa ma il risultato. Questo risultato può avvenire a causa delle azioni degli esseri umani con il loro libero arbitrio, dell'influenza del diavolo e dei suoi servi, oppure può essere un evento naturale che non è né buono né cattivo agli occhi di una terza parte obiettiva, ma potrebbe essere percepito dal soggetto in questione come "male" (un disastro naturale, una morte, ecc). I musulmani imparano ad accettare tutto ciò che il destino porta loro, buono o cattivo, e dicono "tutto viene da Allah". Poiché i musulmani imparano a comprendere che tutto ciò che accade in natura accade nel modo in cui Dio (Allah) vuole, questo è quindi il modo migliore perché cada, senza dover fare domande. Ciò significa che l'atto e il risultato di un evento è pienamente motivato da Dio (Allah).
Nell'islam, Satana viene descritto come "il sussurratore", che entra nei cuori di uomini e donne, e questo sussurro del diavolo è la fonte del peccato dell'uomo. Fenomeni naturali che non dipendono dalle azioni umane, come le catastrofi naturali e le malattie, non sono considerati malvagi in senso generico. Invece sono considerati o come fitna progettata per testare la fede dell'uomo, da cui ne esce più forte, o come castigo divino per i misfatti propri dell'uomo.

### Induismo
L'induismo è una religione complessa con diverse correnti o scuole. Come tale, il problema del male nell'Induismo viene risolto in diversi modi, come ad esempio il concetto di Karma, che spiega la causalità attraverso un sistema in cui gli effetti benefici derivano da azioni benefiche passate e gli effetti nocivi da azioni nocive passate, creando un sistema di azioni e reazioni in tutte le vite dell'anima reincarnata, vite che costituiscono il ciclo di rinascita. Si afferma che la causalità sia applicabile non solo al mondo materiale ma anche ai nostri pensieri, parole, azioni, e azioni che altri possono svolgere a seguito di nostre istruzioni. Quando il ciclo delle rinascite arriva alla fine, si dice che una persona ha raggiunto Mokṣa (dal sanscrito, मोक्ष liberazione), salvezza dal Saṃsāra. Non tutte le incarnazioni sono umane. Il ciclo di nascita e di morte sulla terra si asserisce sia formato da 8.4 milioni di forme di vita, ma solo nella vita dell'uomo è possibile uscire da questo ciclo.
Rifacendosi alla concezione di panenteismo della Bhagavadgītā, Ramakrishna scrisse che "Dio risiede in tutti gli uomini, ma essi non sono tutti in Lui e da ciò provengono le loro sofferenze."
Il suo allievo, guru Swami Vivekananda, sebbene di tradizione e cultura induista, fu un grande ammiratore e conoscitore di differenti religioni, in modo particolare del Cristianesimo ed insistette in particolare sull'accettazione da parte di tutti i teisti della teoria della reincarnazione e del karma, come unica soluzione al problema del male e della teodicea: 

### Buddhismo
Nel buddhismo non vi è alcun "problema del male" teistico, siccome il buddismo in generale rifiuta la nozione di un Dio creatore benevolo e onnipotente, individuando tale nozione come attaccamento (upādāna) ad un falso concetto. Un problema relativo al "male", è quello della condizione di sofferenza chiamata col termine pāli dukkha (दुक्ख), in sanscrito duḥkha (दुःख), Tale termine di sofferenza etimologicamente significa: "difficile da sopportare", da du = difficile e kha = sopportare. È, come disse il Buddha Śākyamuni in occasione del suo primo discorso, la condizione di sofferenza che accomuna tutti gli esseri senzienti: esseri infernali, spiriti famelici (preta, sans., peta, pāli, yidak, tib.), animali, uomini, dèi invidiosi (aśura, sans., asura, pāli, lha ma yin, tib.) e divinità (deva, sans. e pāli, lha, tib.) e inerente a tutti gli stati di dell'esistenza ciclica.
Insieme al concetto di non-anima o non-Io o non-sé (anātman, sans., anattā, pāli), dell'impermanenza (anitya, sans., anicca, pāli, mitagpa, tib.) e altre, dukkha è dunque una delle caratteristiche principali degli esseri del saṃsāra.
La sofferenza è immancabile nel saṃsāra e, a causa del karma, delle "Sei afflizioni mentali" (malevolenza, bramosia, visioni errate, gelosia, avidità, orgoglio), delle impronte sottili abituali (sans.: vaśana, tib.: bhak chak) e ignoranza fondamentale (avidyā, sans., avijjā, pāli, marigpa, tib.) che è la vera radice del saṃsāra si sperimentano le "Quattro sofferenze principali" degli esseri umani: nascita, vecchiaia, malattia e morte, nonché le "Quattro sofferenze secondarie" che sono: ottenere quello che non si desidera; non ottenere quello che si desidera; non riuscire a mantenere quello che si ha; ... ()...
Tutte le sofferenze degli esseri nel saṃsāra si possono riassumere in tre categorie:
1. - la "sofferenza onnipervadente", inerente ai cinque aggregati contaminati della persona (samsarica);
2. - la "sofferenza-della-sofferenza", lo sperimentare sulla base dei "cinque aggregati" della persona si sperimentano malattie, colpi, mutilazioni, disperazione, ...
3. - la "sofferenza del cambiamento", dovuta al fatto che inevitabilmente alla giovinezza segue la vecchiaia, alla salute la malattia, alla nascita la morte, alla sazietà la fame, al benessere il malessere, al riposo il bisogno di dormire, al caldo il freddo, alle comodità le fatiche, l'incertezza che, una volta ottenuto un oggetto di un nostro desiderio, lo si possa perdere (ad es. il lavoro, il marito o la moglie, la salute, ...).

Ci sono anche gli aspetti sottili della sofferenza del cambiamento come l'aspetto dell'impermanenza sottile (quindi non quella grossolana del tipo una tazza intatta che si rompe).

## I filosofi

### Epicuro

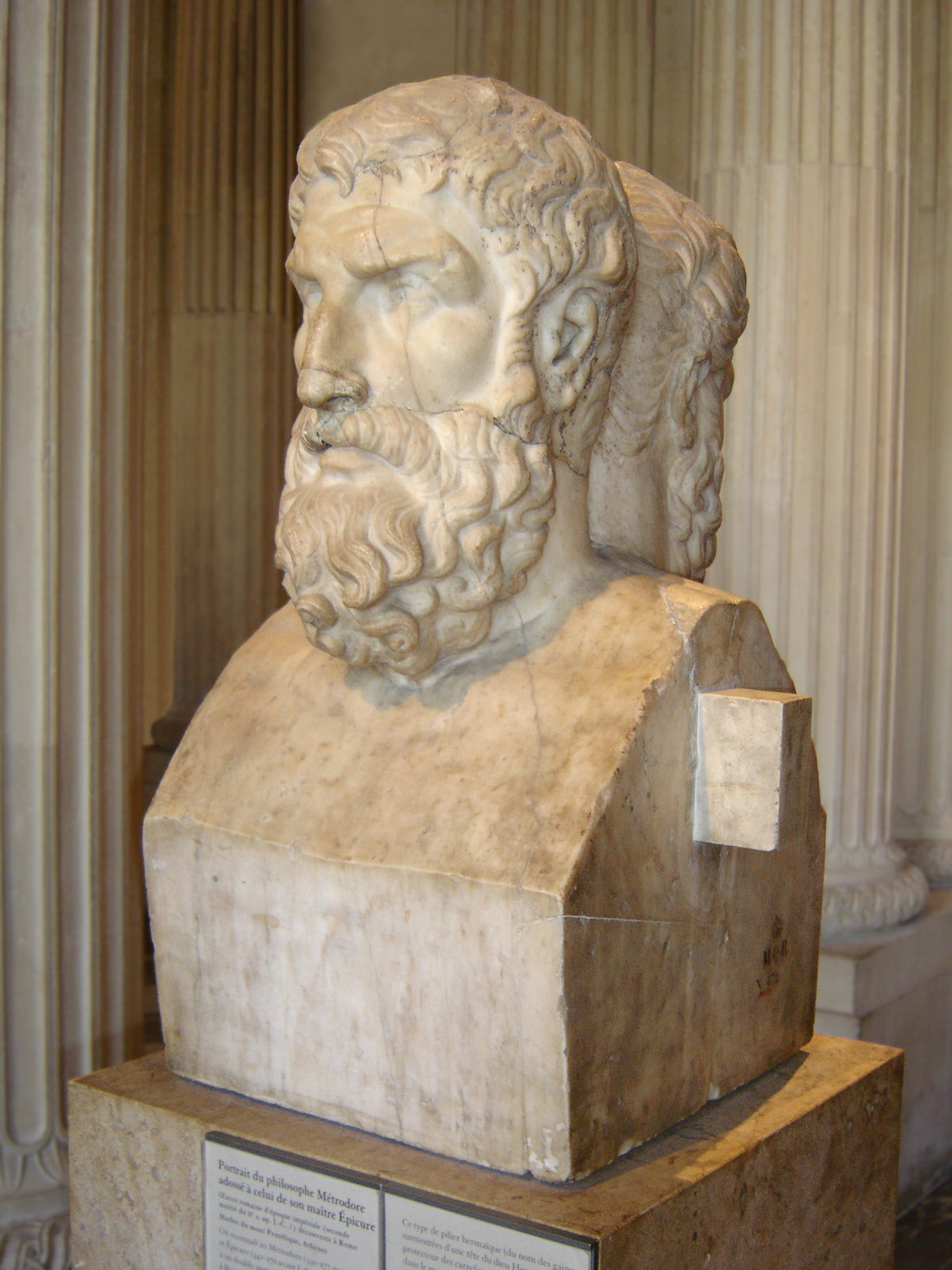
Busto di Epicuro conservato al Louvre

Epicuro è generalmente noto come primo espositore del problema del male, che è talvolta chiamato "il paradosso epicureo" o "l'enigma di Epicuro":
(Hermann Usener, Epicurea, frammento 374, Milano, Bompiani, 2002, tr. llaria Ramelli, p. 531.)
Epicuro stesso non ha lasciato alcuna forma scritta di questo argomento. Lo si può però trovare nel De Ira Dei (La Collera di Dio), 13, 20-21. del teologo cristiano Lattanzio, dove critica l'argomento. La tesi di Epicuro presentata da Lattanzio sostiene che in realtà un dio onnipotente e infinitamente buono non esiste e che gli dèi sono distanti e non coinvolti con le preoccupazioni dell'uomo. Gli dèi non sono né nostri amici né nostri nemici.

### David Hume
La formulazione del problema del male fatta dal filosofo scozzese David Hume nei suoi Dialoghi sulla religione naturale:

### Gottfried Leibniz

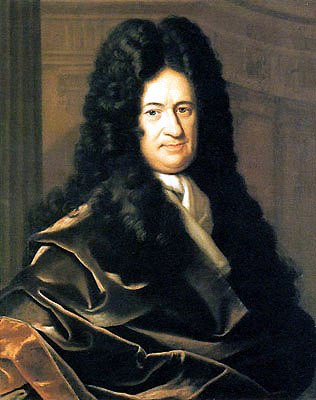
Gottfried Leibniz

Gottfried Leibniz ha introdotto il termine teodicea nella sua opera Essais de Théodicée Essais sur la bonté de Dieu, la liberté de l'homme et l'origine du mal (1710, "Saggi di Teodicea sulla bontà di Dio, la libertà dell'uomo e l'origine del male"), diretta principalmente contro Pierre Bayle, che nel suo Dictionnaire Historique et Critique, lo scettico Pierre Bayle aveva negato la bontà e l'onnipotenza di Dio a causa della sofferenza vissuta in questa vita terrena. Leibniz sostiene che questo è il migliore dei mondi possibili che Dio abbia potuto creare.
Leibniz introdusse la distinzione fra male metafísico (l'assenza di perfezione), male fisico (la malattia, il dolore, la morte) e male morale (il peccato). Egli afferma che Dio volle il solo male metafísico, creando gli enti come finiti e limitati dalla loro essenza. Il male morale è conseguenza della libertà delle creature angeliche e umane. Il male fisico è conseguenza del male morale, a partire dal peccato originale e dalla sofferenza che purifica i peccatori. Le tre forme di male concorrono all'armonia prestabilita dell'universo.
Imitando l'esempio di Leibniz, altri filosofi hanno chiamato i loro trattati sul problema del male "teodicee". Il popolare romanzo di Voltaire, Candido, ha deriso l'ottimismo leibniziano con il racconto immaginario di un giovane ingenuo.

### Immanuel Kant

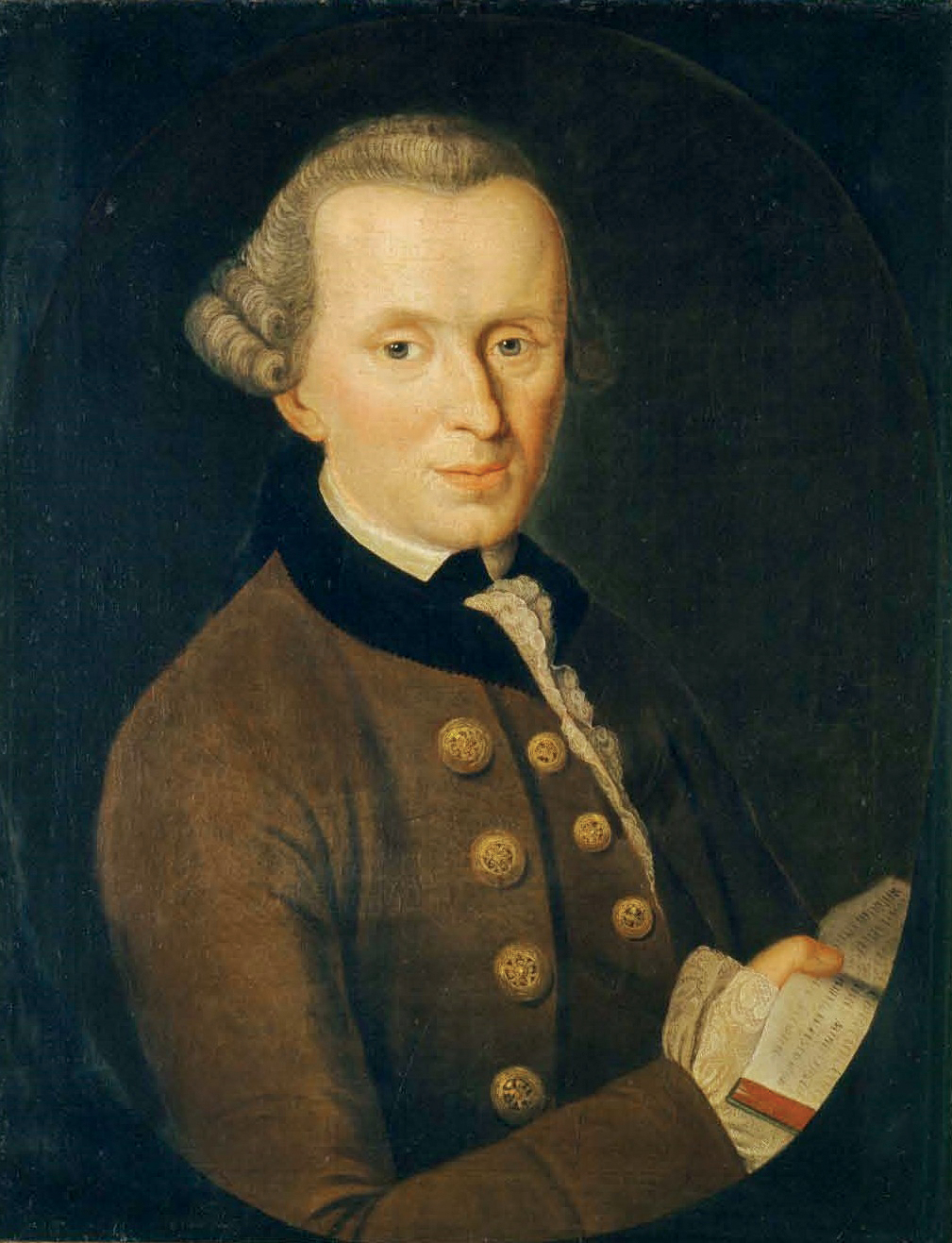
Ritratto giovanile di Kant

Immanuel Kant, uno dei patriarchi dell'illuminismo, ha sostenuto il teismo scettico. Ha affermato che vi è una ragione per cui tutte le possibili teodicee devono fallire: il male è una sfida personale per ogni essere umano e può essere superato solo mediante la fede. Stephen Palmquist spiega perché Kant si rifiuta di risolvere il problema del male in Faith in the Face of Evil,. Kant ha scritto:

### Victor Cousin
Victor Cousin ha sostenuto una forma di eclettismo per organizzare e sviluppare il pensiero filosofico. Credeva che l'idea cristiana di Dio fosse molto simile al concetto platonico di "Bene" poiché Dio rappresentava il principio che sta dietro tutti gli altri principi. Come l'ideale del Bene, Cousin credeva anche che gli ideali della Verità e della Bellezza fossero analoghi a quella interpretazione di Dio, dato che erano principi di principi. Utilizzando questo modo di inquadrare il problema, Cousin stridentemente ha sostenuto che le diverse e contrapposte ideologie filosofiche avevano tutte una qualche pretesa sulla verità, siccome erano tutte sorte in difesa di una qualche verità. Purtuttavia, asseriva che c'era una teodicea che le univa, e che si doveva essere liberi di citare ideologie contrapposte e talvolta contraddittorie, al fine di ottenere una maggiore comprensione della verità attraverso la loro riconciliazione.

### Arthur Schopenhauer
Secondo Schopenhauer, e in maniera simile anche Leopardi è la volontà di vivere, il desiderio a volere e a perpetuare la specie (la volontà che eternamente vuole se stessa) l'origine del male percepito: infatti essa produce dolore ma non per sé stessa, per una sua connotazione maligna: il dolore infatti nasce quando la volontà di vivere si oggettiva nei corpi che volendo vivere esprimono una continua tensione, sempre insoddisfatta, verso quella vita che appare loro come sempre mancante di quanto essi vorrebbero. Quanto più si ha brama di vivere tanto più si soffre. Quanto più si accresce la propria vita arricchendola tanto più si soffre.
Quindi, noi siamo volontà. Volontà che ci fa muovere, pensare e che si oggettiva nella realtà fenomenica come corpo.
L'aver compreso la coincidenza tra la cosa in sé kantiana e la volontà, per la connotazione che la volontà stessa ha, porta Schopenhauer a una visione della vita molto distante dal finalismo ma piuttosto la sua è una visione materialistica deterministica.
La volontà, essendo irrazionale e cieca, distrugge ogni visione del mondo come teleologicamente organizzato. Ordine e armonia lasciano spazio a follia, pulsioni e irrazionalità dettate dalla volontà che è l'essenza, la cosa in sé di ognuno.
La legge che regola il mondo è quella del più forte: la lotta per la sopravvivenza spinge a crudeltà ed egoismi che rafforzano in chi li pratica la volontà di vivere e che accrescono nello stesso tempo il loro dolore.
«Noi ci illudiamo continuamente che l'oggetto voluto possa porre fine alla nostra volontà. Invece, l'oggetto voluto assume, appena conseguito, un'altra forma e sotto di essa si ripresenta. Esso è il vero demonio che sempre sotto nuove forme ci stuzzica».
In questa prospettiva, ogni potere, ogni prerogativa è sottratta all'uomo: il libero arbitrio, l'esistenza (e la sopravvivenza post-mortem) dell'anima, l'amore.
«La volontà vuole tutto sempre e di nuovo, la volontà spiega tutto. Una volontà che cessasse di volere non sarebbe più tale», infatti è un volere senza posa, insaziabile, infinito, tendere senza scopo e senza possibilità di ottenere appagamento duraturo e il mondo è preda del dolore cosmico (Weltschmerz).

### Peter Kreeft
Il filosofo cristiano Peter Kreeft fornisce risposte diverse al problema del male e della sofferenza, dicendo che (a) Dio può utilizzare a breve termine mali per beni a lunga portata, (b) Dio ha creato la possibilità del male, ma non il male stesso, e che il libero arbitrio è stato necessario per il bene più grande del vero amore. Kreeft afferma che essere onnipotenti non significa essere in grado di fare ciò che è logicamente contraddittorio, per esempio, dando la libertà senza alcuna potenzialità per il peccato, (c) la sofferenza di Dio e la sua morte in croce ha realizzato il suo supremo trionfo sul diavolo, (d) Dio usa la sofferenza per rafforzare il carattere morale, e cita l'apostolo Paolo in Lettera ai Romani 5, (e) la sofferenza può avvicinare le persone a Dio, (f) La "risposta" ultima alla sofferenza è Gesù stesso, il quale più di qualsiasi spiegazione, è la nostra reale necessità

### William Hatcher
Il logico matematico William Hatcher (membro della Fede bahai) ha usato la logica relazionale per affermare che modelli molto semplici di valore morale non possono essere coerenti con la premessa del male come assoluto, mentre la bontà come assoluto è interamente coerente con gli altri postulati relativi al valore morale. Secondo Hatcher, si può solo validamente dire che se un atto A è "meno buono" di un atto B, non si può logicamente impegnarsi a dire che A è male assoluto, a meno che non si sia disposti ad abbandonare altri principi più ragionevoli.